# Halančík červenopruhý
Halančík červenopruhý (Procatopus nototaenia) je drobná rybka z čeledi živorodkovití. Další český název je zářnoočko červenohřbeté. Rybu popsal v roce 1904 belgicko-britský zoolog George Albert Boulenger.

## Popis
Samec je větší a barevnější. Samice nevýrazně, stříbrně zbarvená. Velikost obou je do 6 cm.

## Biotop
Ryba se vyskytuje v Africe, v oblasti Kienke a Lobi v jihozápadní Kamerun.

## Chov v akváriu
- Chov ryby: Doporučuje se minimálně 3 ks, lépe menší hejno, podle velikosti nádrže. Jedná se o klidnou, mírumilovnou a hejnovou rybku. V nádrži je vhodné písčité dno (jemný štěrk), jemnolisté rostliny po stranách a kořeny. Dno by mělo být tmavé, vhodné jsou plovoucí rostliny, aby mírnily ostré světlo.[3]
- Teplota vody: 20–26°C[3]
- Kyselost vody: 6,0–7,0pH[3]
- Tvrdost vody: 2–10°dGH[3]
- Krmení: Jedná se o všežravou rybu, která preferuje živou potravu (plankton, korýši, krevety), přijímá také vločkové nebo mražené krmivo. Pro dobré vybarvení a růst by strava měla být pestrá.[3]
- Rozmnožování: Ryby kladou jikry kladou do kořenů rostlin, do dutin v kořenech i do jeskyní. Doporučuje se jikry pravidelně odebírat do jiné nádrže. Inkubace trvá cca 10–20 dní dle teploty vody. Potěr je drobný a nejprve je třeba jej krmit vířníky, po cca 4 dnech již přijímá drobné nauplie artémií. Potěr roste velmi pomalu.[3]